# Isaac La Peyrère
 (août 2023).
Isaac La Peyrère ou de La Peyrère, né à Bordeaux en 1596 dans une famille de notables calvinistes, et mort le 30 janvier 1676 dans la maison des pères de l'Oratoire d'Aubervilliers, est un voyageur, diplomate, littérateur, théologien et exégète biblique français, proche des milieux du « libertinage érudit » de la première moitié du XVIIe siècle.
Connu pour avoir soutenu l'idée que le salut chrétien reposait sur la conversion des Juifs et plaidé en faveur de leur « rappel », il l'est plus encore pour avoir formulé l'hypothèse pré-évolutionniste, opposée au récit biblique, du « préadamisme », selon laquelle des hommes, les Gentils, existaient avant Adam, celui-ci n’étant que le premier ancêtre des Juifs. Loin d'être un « illuminé », il eut une vie d'homme de cour, de diplomate, d'amateur de sciences, faisant preuve d'une curiosité universelle, comme en témoignent ses relations sur l’Islande et le Groenland, et sa longue correspondance avec le savant danois Olaus Worm.

## Biographie

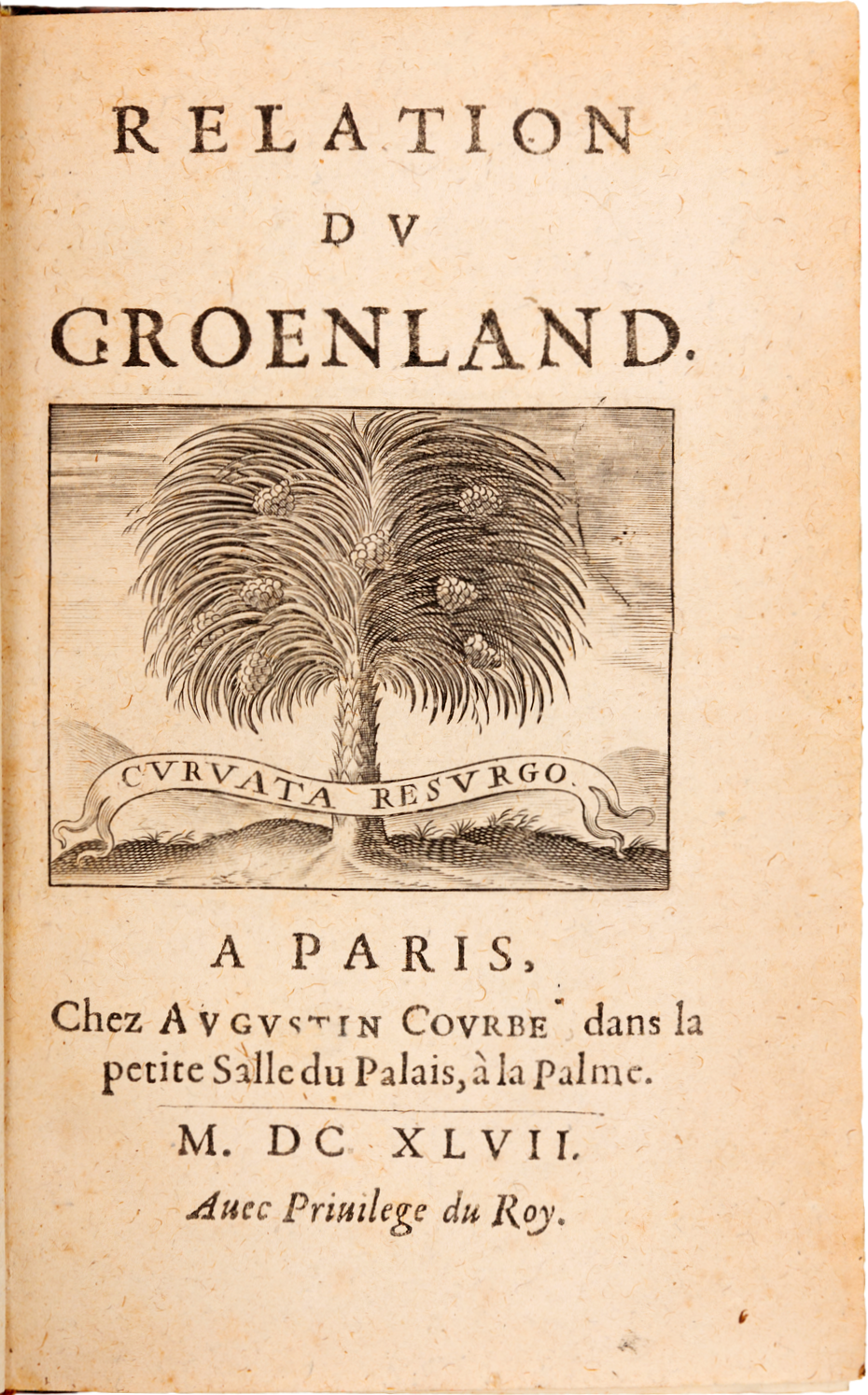
Relation du Groenland, Isaac de Peyrere.png (1647).

Isaac est l’aîné des neuf enfants de Bernard de La Peyrère, Ancien au Consistoire réformé de Bordeaux, conseiller ordinaire des guerres d'Henri IV, et de Marthe Malet, fille du Trésorier de la Maison de Navarre. Installé en 1624 à la cité protestante de Montauban comme avocat, avec le soutien d'une famille alliée, les d'Aliès, marié à Suzanne de Petit, il est accusé d’athéisme et d’impiété, en 1626, devant un synode provincial de l'Église réformée de France. 
Lors des guerres de M. de Rohan, il participe à la défense de Montauban jusqu'à sa chute en 1629. Entre 1630 et 1643, ruiné et probablement veuf, il est employé par d'Aliès à la Recette et sillonne le Quercy, avec quelques séjours à Paris, où il rencontre Tomaso Campanella vers 1638 ou 1639. À partir de 1643, il entre au service du prince Henri II de Condé et réside principalement à Paris.
La même année, après la mort de Richelieu et de Louis XIII, mais aussi de ses deux parents, il publie un petit ouvrage anonyme (« comme partie d'un plus grand qu'il prépare »), Du Rappel des Juifs. Guy Patin perce aussitôt l'anonymat, annonçant même le traité à venir des Préadamites, mais l'auteur n'est pas inquiété. À l'hôtel de Condé, La Peyrère se lie avec Pierre Bourdelot, médecin au service des Condé, et membre actif de la République des Lettres. Par Bourdelot, il côtoie le milieu scientifique (Mersenne, Pascal, Gassendi) et libertin érudit (La Mothe le Vayer, Jean-Baptiste Hullon, les frères Dupuy).

De 1644 à 1646, il fait partie de la mission diplomatique conduite par La Thuillerie au Danemark et en Suède. Mazarin, qui appuie financièrement les troupes suédoises, souhaite qu'une paix soit rapidement conclue entre les deux Royaumes. La Peyrère profita de son séjour au Danemark pour rassembler beaucoup de particularités curieuses sur les pays septentrionaux, alors peu connus. À Copenhague, il se lie avec Corfitz Ulfeld, le favori du roi Christian IV, Léonora-Christina, la brillante épouse de ce dernier et fille de Christian IV, ainsi qu'avec le savant Ole Worm, recteur de l'Université, collectionneur et spécialiste des runes. Cette dernière rencontre sera l'occasion d'une correspondance entre 1645 et 1649 (avec 39 lettres conservées).

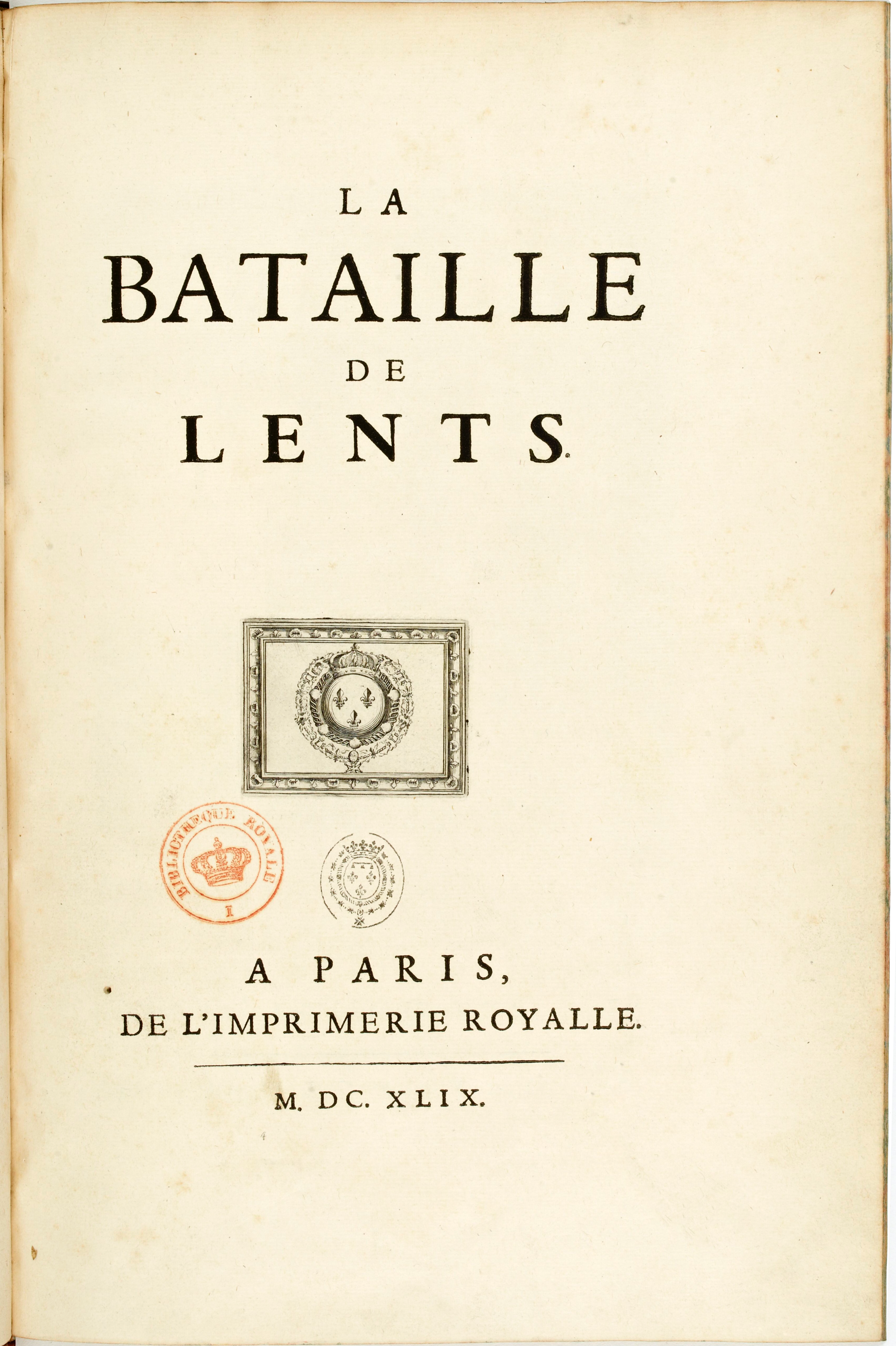
La Bataille de Lents (1649).

À son retour aux Provinces-Unies en 1646, il rencontre à plusieurs reprises Claude Saumaise, avec qui il échange sur l'ancienneté de la terre, selon les chronologies des différentes civilisations. Entre 1647 et 1653, il suit le Grand Condé dans les combats et péripéties de la Fronde. Il donne deux récits (La Bataille de Lents, Lettre d'Ariste à Nicandre, sur la bataille de Rethel) à la gloire du jeune prince, qu'il accompagne dans son exil à Bruxelles. 
Après une mission diplomatique en Espagne, puis en Angleterre (au cours de laquelle il tombe gravement malade), en 1653, il revient à Bruxelles, où Condé le met au service de la jeune Christine de Suède, qui vient d'abdiquer.
Un jour qu’il feuilletait les Épitres de Paul, étant tombé par hasard sur le chapitre 5 de l’épitre aux Romains, il crut y apercevoir la preuve qu’il avait existé des hommes avant Adam : ayant fait part de cette remarque à quelques-uns de ses amis, il s’engagea, par plaisanterie, à réfuter toutes les objections qu’ils pourraient lui présenter contre ce système. Ce qui n’avait été dans le principe qu’un jeu d’esprit acquit bientôt à ses yeux le caractère de l’évidence, et il publia, en 1655, à Amsterdam, son ouvrage présenté d’abord en une mince plaquette, d'une cinquantaine de pages, Præadamitæ sive exercitatio super versibus 12º, 13º et 14º capitis V Epistolæ D. Pauli ad Romanos, développé ensuite en un volume compact, Systema theologicum ex præadamitarum hypothesi, pars prima. Il semble que ce soit la reine Christine qui ait financé la parution de cet ouvrage[citation nécessaire], qui a soulevé contre lui une foule d’adversaires, même parmi ses coreligionnaires. Censuré « comme calviniste et comme juif » par l’archevêque de Wachtendonck, le 3 janvier 1656, il n’avait sans doute pas prévu toutes les conséquences de son système, mais comme il n’avait pas avoué son écrit, il n’imaginait pas pouvoir être inquiété à ce sujet : il était fort tranquille à Bruxelles, lorsqu’il fut arrêté au mois de février 1656 par l’ordre du grand vicaire de l’archevêque de Malines, peut-être avec la complicité de son propre employeur, le prince de Condé, au terme d’une négociation avec le pape Alexandre VII, et jeté dans une prison à Anvers, où il resta quelques mois.

Enfin sorti de prison, par le crédit du prince de Condé, après avoir promis de rétracter son livre, d’abjurer le calvinisme et de renoncer à son hypothèse préadamite, qu’il compare dans son Apologie à l'hypothèse copernicienne. En conséquence, il se rendit à Rome, où il fut accueilli avec bienveillance par le pape Alexandre VII, qui lui donna un ecclésiastique pour l’aider à dresser sa rétractation. Le souverain pontife chercha ensuite à le fixer près de lui par l’offre de quelques bénéfices, mais la Peyrère préféra rejoindre le prince de Condé en exil aux Provinces-Unies. Il ne rentra en France qu’à sa suite, en 1659, une fois celui-ci rétabli dans ses biens, et fut nommé son bibliothécaire.

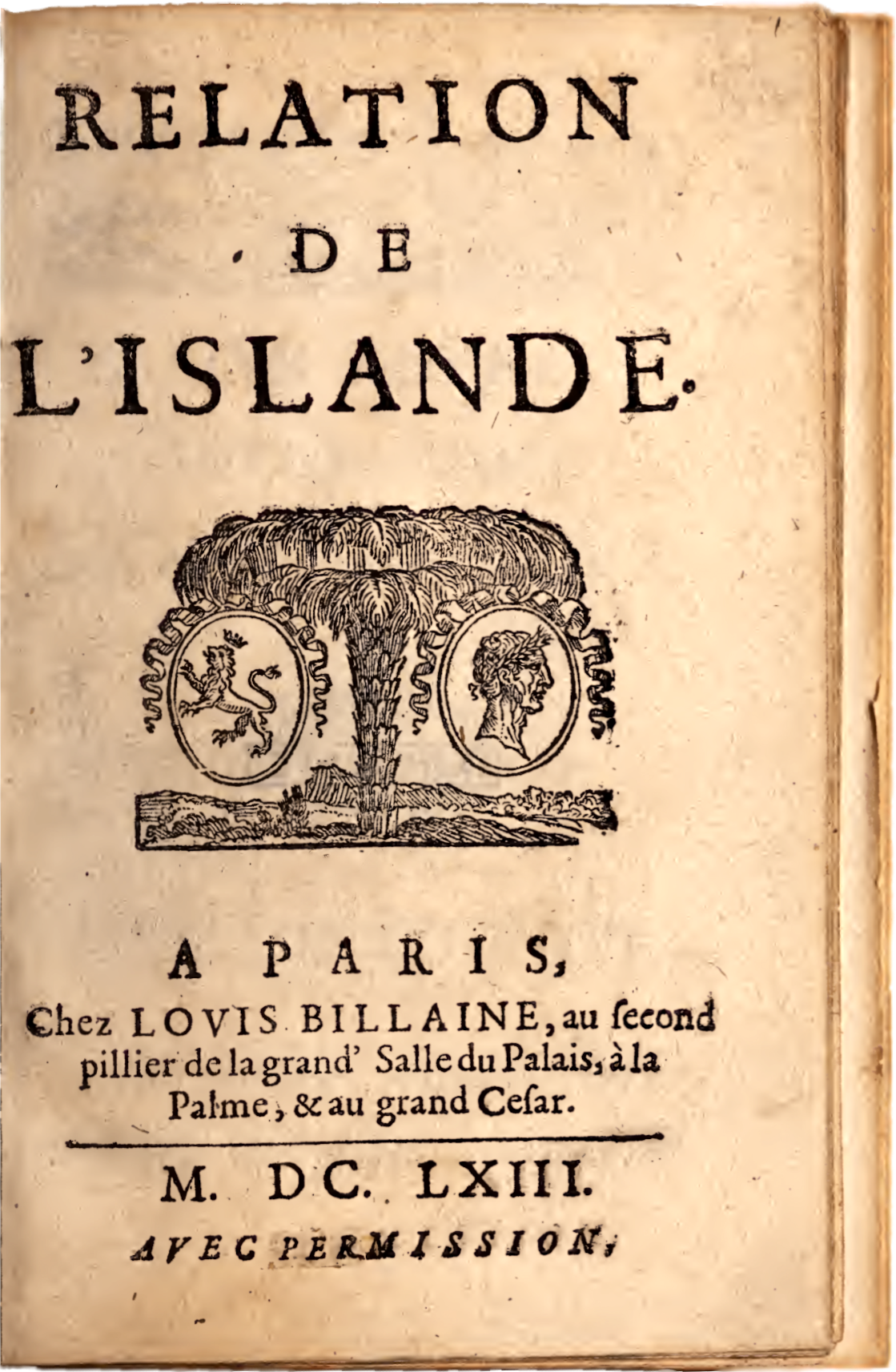
Relation de l'Islande (1663).

De 1660 à 1665, bibliothécaire de Condé, il publie en 1663 sa Relation d'Islande et réédite la Relation du Groenland , ainsi que son Apologie. Dans ses Lettres à Monsieur de La Suze pour l'obliger par la raison à se faire catholique, il polémique longuement avec un théologien calviniste. Cependant, les appointements attachés à son emploi étaient si médiocres qu’il fut obligé, en 1665, de solliciter du prince la permission de se retirer au petit séminaire de Notre-Dame des Vertus d'Aubervilliers « sans changer d'habit ». Là, il s'emploie à rédiger le traité Des juifs élus, rejetez et rappelez, reprenant son système « théologico-politique », mais sans défendre ouvertement l'hypothèse préadamite. Le manuscrit sera rejeté par la censure vers 1673. La Peyrère a encore à ce sujet un long échange épistolaire et aussi oral avec le savant oratorien Richard Simon. 

Il meurt en janvier 1676, dans la plus grande pauvreté. L'épitaphe suivante a été publiée pour la première fois en 1694 par Pierre Richelet, dans la seconde partie de son Nouveau Dictionaire françois :
Ici gît La Peyrère, ce bon israélite,

Catholique, huguenot, enfin préadamite ;

Quatre religions lui plurent à la fois,

Et son indifférence était si peu commune,

Qu'après quatre-vingts ans qu'il eut à faire un choix,

Le bonhomme partit et n'en choisit pas une.

## L'hypothèse des «Préadamites»

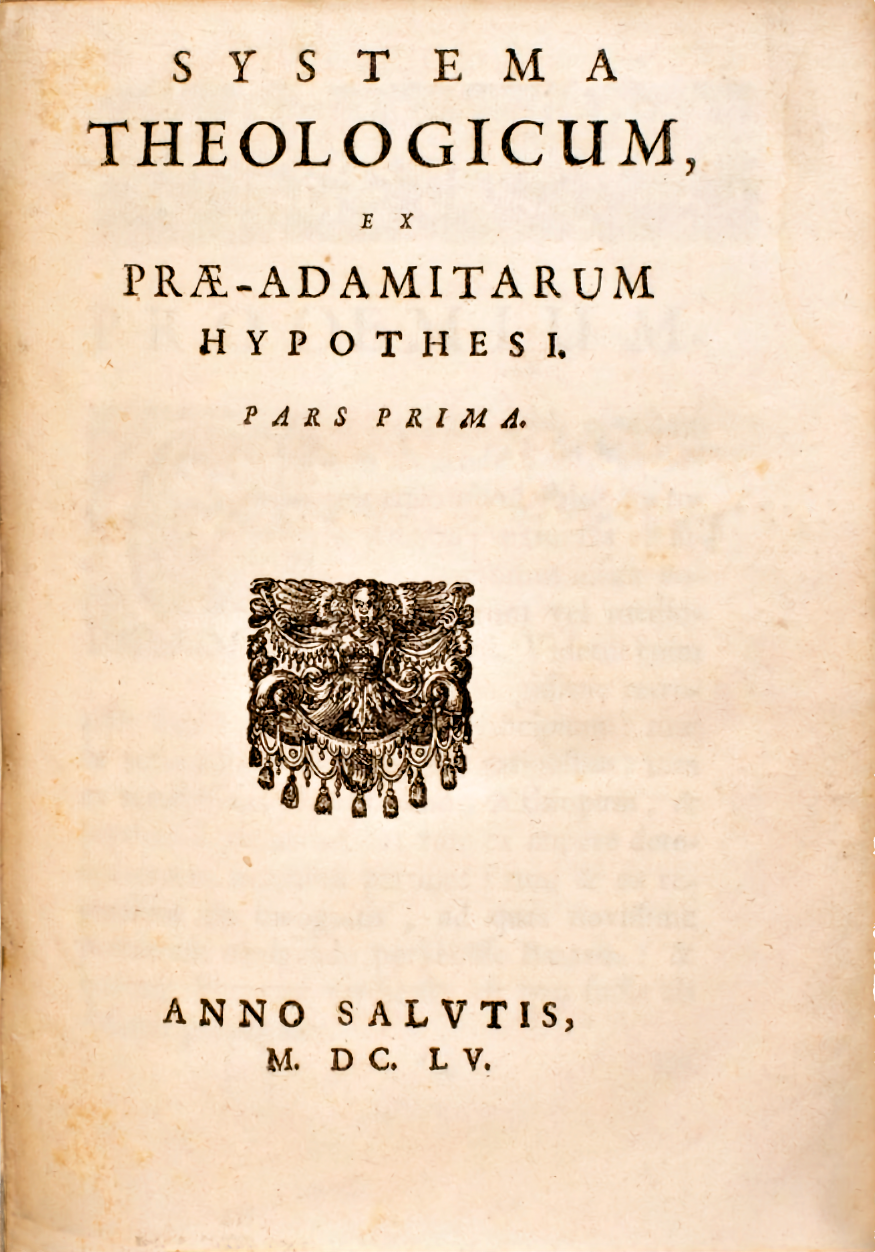
Systema theologicum ex Praedamitarum hypothesi.

La Peyrère part des deux récits de la Création qui se trouvent dans la Genèse, et, se fondant sur les différences qu’on a de tout temps signalées entre eux, il regarde le premier comme se rapportant à la création des non-Juifs, ou « Gentils », le second à l’origine du peuple que Dieu avait élu entre tous les autres.
Les Gentils, créés les premiers, au sixième jour de la grande semaine, en même temps que les animaux, appartiendraient en quelque sorte à la création générale. Ils auraient été formés comme tous les autres êtres et tirés comme eux de la matière du chaos. Ils seraient apparus en même temps sur la terre entière, et aucun d’eux n’aurait jamais pénétré dans le paradis terrestre. Adam, le premier Juif tiré du limon de la terre, Ève formée avec une côte d’Adam, n’auraient vu le jour qu’après le repos du septième jour. Seuls, ils auraient habité le jardin d’Éden, seuls par conséquent, ils se seraient rendus coupables du péché contre la loi en violant la défense qui leur avait été faite de manger de l’arbre de la connaissance du bien et du mal. Les autres hommes, innocents du péché originel, n’en étaient d’ailleurs pas moins coupables de péchés naturels. L’auteur trouve cette distinction confirmée par un passage de Paul (Romains 5:12-14).

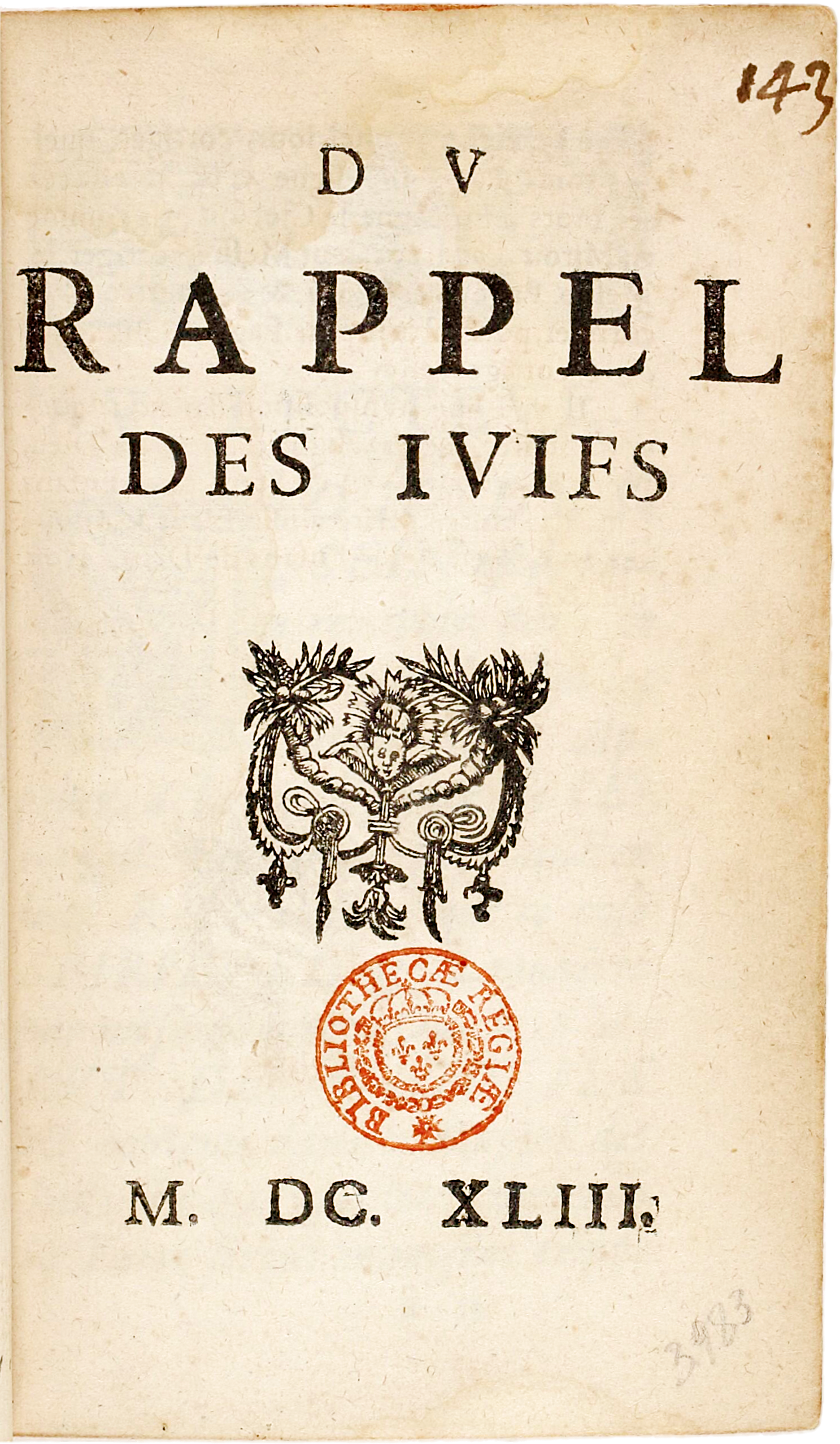
Du rappel des Juifs.

À l’appui de son hypothèse fondamentale, La Peyrère n’invoque pas seulement le texte même relatif aux premiers jours du monde ; ses arguments les plus précis sont tirés surtout de l’histoire d’Adam et de sa famille. Jusqu’à l’âge de 130 ans, la Genèse ne donne à celui qu’on est habitué à regarder comme le premier homme pas plus de trois fils, et les paroles qu’il prononce lors de la naissance de Seth ne peuvent laisser de doute à cet égard. Plus tard seulement, il a des fils et des filles. Après le meurtre d’Abel, Seth n’étant pas encore venu au monde, la famille d’Adam ne comptait donc que trois personnes. Cependant, Caïn, chassé par Dieu et condamné à errer sur la terre, témoigne la crainte d’être tué par quiconque le trouvera. Dieu met en conséquence un signe sur Caïn, et déclare que celui qui le tuera sera puni au septuple. Caïn pouvait donc rencontrer des ennemis, et ces ennemis ne pouvaient être que des hommes étrangers à Adam.
Caïn, en s’éloignant, emmène sa femme. D’où venait cette femme ? Jusqu’à cette époque, Adam n’avait eu d’autres enfants que celui qui fuyait après un crime et celui qui en avait été la victime… Il fallait bien qu’il y eût d’autres familles à côté de celle d’Adam. Enfin, à peine Caïn a-t-il eu un fils qu’il bâtit une ville : il fallait donc qu’il eût trouvé des compagnons pour la construire et pour la peupler.
De tous ces faits, l’auteur conclut qu’il existait des hommes en dehors de la famille adamique ou juive, et que ces hommes, répandus dès lors sur toute la terre, n’étaient autres que les Gentils, ces premiers venus de la grande Création, toujours nettement distingués des Juifs.
La Peyrère interprète selon le même point de vue un grand nombre d’expressions générales employées dans la Bible. Par exemple, la terre, dont il est si souvent question, n’est pas pour lui la surface entière de notre globe, mais seulement la Terre sainte, celle que Dieu avait destinée à son peuple. Il en précise les limites et en donne une carte peu détaillée, mais assez juste pour le temps. C’est à elle seule qu’il applique les récits relatifs au déluge biblique, déluge qu’il compare aux autres grandes inondations partielles dont diverses nations ont conservé le souvenir. L’histoire de Noé devient ainsi le pendant de celle d’Adam. Ce patriarche est resté le seul représentant, non pas de l’humanité tout entière, mais des Juifs seulement. C’est contre ces derniers que s’était allumée la colère céleste : Dieu n’a jamais eu l’intention de détruire les Gentils.
Il soutient en parallèle l'idée que le salut repose sur la conversion des Juifs.

## Publications

### Préadamisme
- (la) Systema theologicum ex Prae-Adamitarum hypothesis pars prima, S. l., 1655 (lire en ligne sur Gallica).
- (la) Præadamitæ, sive Exercitatio super Versibus duodecimo, decimotertio et decimoquarto, capitis quinti Epistolae D. Pauli ad Romanos, quibus inducuntur primi homines ante Adamum conditi : Les Préadamites ou Dissertation sur les douzième, treizième et quatorzième versets du cinquième chapitre de l'épîre de S. Paul aux Romains, par lesquels est établie l'existence de premiers hommes avant Adam, S. l., 1655 (lire en ligne sur Gallica)Traduit en anglais dès l'année suivante sous le titre Men before Adam, or, A discourse upon the twelfth, thirteenth, and fourteenth verses of the fifth chapter of the Epistle of the Apostle Paul to the Romans. London, 1656.
- (la) Isaaci Peyrerii Epistola ad Philotimum, qua exponit rationes propter quas ejuraverit sectam Calvini quam profitebatur, & librum De Prae-Adamitis quem ediderat, Francfort, 1658 (lire en ligne).
- Lettre de La Peyrere, à Philotime. Dans laquelle il expose les raisons qui l'ont obligé à abiurer la Secte de Calvin qu'il professoit, & le Livre des Préadamites qu'il avoit mis au iour : traduit en Francois, du Latin imprimé à Rome. Par l'auteur mesme, Paris, Augustin Courbé, 1658 (lire en ligne)Traduction française du précédent, suivie, p. 95 à 169, d'une « Requeste à Nostre Tres-Saint Père le Pape Alexandre VII ».

### Autres sujets
- La Bataille de Lents, Paris, Imprimerie royale, 1649, Pièces limin. et 22, 2 f° de pl. (portraits) (lire en ligne sur Gallica).
- Du Rappel des Juifs, S. l., 1643 (lire en ligne sur Gallica)Réédition par Fausto Parente (trad. par M. Anquetil-Auletta), Paris, Honoré Champion, 2012.
- Relation du Groenland, Paris, Augustin Courbé, 1647 (lire en ligne sur Gallica).
- Lettre d'Ariste à Nicandre, sur la bataille de Rethel, Sans lieu, 1651.
- Lettre à M. le Cte de La Suse pour l'obliger par raison à se faire catholique, Sans lieu et sans date.
- Recueil de lettres escrites à Monsieur le comte de la Suze pour l'obliger par raison à se faire catholique, Paris, Simeon Piget, 1661 (lire en ligne sur Gallica).
- Suite des lettres escrites à Monsieur le comte de la Suze pour l'obliger par raison à se faire catolique, Paris, Simeon Piget, 1662 (lire en ligne sur Gallica).
- Relation de l'Islande, Paris, Louis Billaine, 1663 (lire en ligne sur Gallica).
- Apologie de La Peyrere, Paris, Thomas Joly et Louis Billaine, 1663 (lire en ligne sur Gallica).
- Quelques lettres inédites d'Isaac de Lapeyrère à Boulliau, publiées avec une notice, des notes et un appendice par Philippe Tamizey de Larroque, Plaquettes gontaudaises, no 2, Paris, 1878.